# Мікшунештій-Марі
Мікшунештій-Марі (рум. Micșuneștii Mari) — село у повіті Ілфов в Румунії. Входить до складу комуни Нуч.
Село розташоване на відстані 34 км на північний схід від Бухареста, 122 км на південний схід від Брашова.

## Населення
За даними перепису населення 2002 року у селі проживали 694 особи. Усі жителі села рідною мовою назвали румунську.
Національний склад населення села:
| Національність | Кількість осіб | Відсоток |
| -------------- | -------------- | -------- |
| румуни         | 676            | 97,4%    |
| цигани         | 18             | 2,6%     |